# ولیکی استینیانی
ولیکی ستجنجنی (به لاتین: Veliki Stjenjani) یک زیستگاه انسانی در بوسنی و هرزگوین است که در بیهاچ واقع شده‌است.